# Garuda Bairiya
Garuda Bairiya (en népalais : गरुडा बैरीया) est un comité de développement villageois du Népal situé dans le district de Rautahat. Au recensement de 2011, il comptait 4 708 habitants.